# Pseudolarentia cryptospilata
Pseudolarentia cryptospilata là một loài bướm đêm trong họ Geometridae.